# Poverty Point nationalmonument

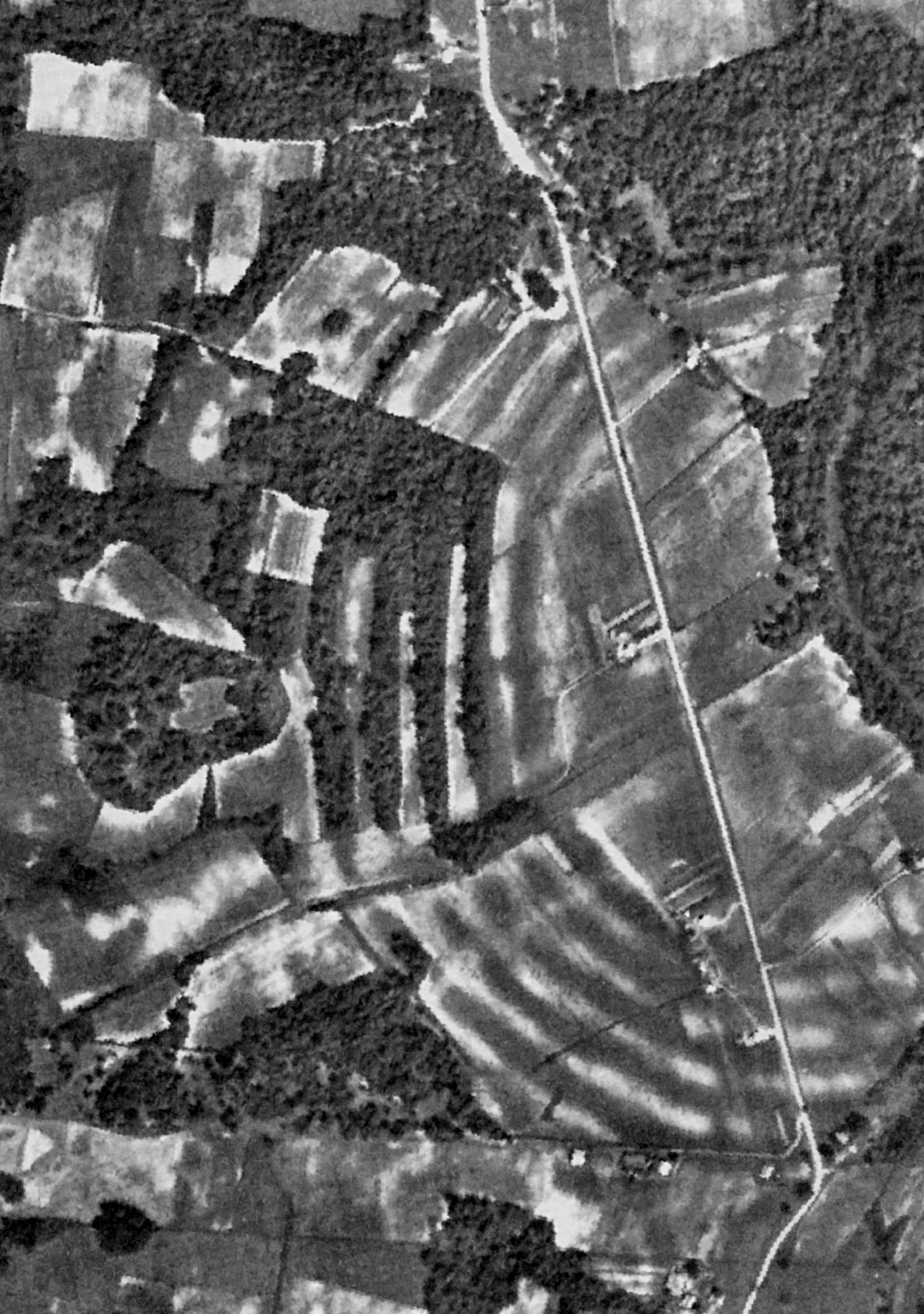
Poverty Point nationalmonument

Poverty Point nationalmonument ligger i nordöstra delen av den amerikanska delstaten Louisiana i USA nära staden Epps i West Carroll Parish. Här finns lämningar från en kultur som blomstrade under ungefär ett årtusende omkring 2000-1000 f.Kr. Monumentet har daterats till perioden mellan 1700- och 900-talet f.Kr., alltså från slutet av den arkaiska perioden. Det rör sig framför allt om byggda högar, åsar, vallar, sänkor och liknande i en storleksklass som är imponerande med tanke på frånvaron av moderna maskiner. De mest iögonfallande jordarbetena är sex jordvallar i form av halvkoncentriska ringar, vars ändar slutar i sluttningens brant, som bildades av ett vattendrag i Mississippiflodens dalgång. Komplexet omfattar också minst sex konstgjorda högar, innanför och utanför halvcirkelringarna. Byggarna tillhörde en jägar-samlar- och fiskarkultur där enkel keramik tillverkades. Materialet till sina stenverktyg fick de långväga ifrån, ibland mer än 2000 km bort. Poverty Point är centrum för Poverty Point Culture, en arkeologisk kultur som finns dokumenterad i delar av dagens Louisiana och angränsande områden i Mississippi och Arkansas, som spred sig så långt som till Florida.
Förhistoriska artefakter hittades på platsen för Poverty Point i slutet av 1800-talet och början av 1900-talet. Det var inte förrän på 1950-talet som strukturen erkändes som en konstgjord anläggning efter att flygbilder hade studerats. Sedan dess har utgrävningar pågått nästan kontinuerligt. Fastigheten är en statlig historisk plats och förvaltas av Louisiana Department of Culture, Recreation and Tourism. 1962 erkändes platsen av den federala regeringen som ett nationellt historiskt landmärke. År 2014 blev Poverty Point ett av Unescos världsarv. USA:s inrikesdepartements begäran att platsen baserades på det faktum att Poverty Point var en enastående struktur av en jägar-samlarkultur, den största bosättningen i Nordamerika vid den tiden, och möjligen den största jägar-samlarbosättningen genom tiderna. Namnet Poverty Point kommer från en 1800-talsplantage med detta namn som låg på platsen.

## Anläggningen

### Omgivningen Marçon Ridge
Poverty Point ligger på en terrass vid Marçon Ridge på sluttningen ned mot Bayou Marçon. Den västra gränsen för denna terrass bildas av floden Boeuf. Båda floderna är så kallade oxbows (avsnörda gamla flodfåror) av Mississippifloden. Denna sistnämnda rinner cirka 25 km öster om Poverty Point. Terrassen är omkring 15 km bred och cirka 200 km lång i nord-sydlig riktning. Terrassen ligger nästan 30 meter över havet och cirka 10 till 12 meter över den omgivande flodslätten. Platsen var skyddad från översvämningar redan under förhistorisk tid. Höjdryggen gränsar direkt till Bayou Marçon i öster med en eroderad sluttning. Den övergår försiktigt i den omgivande träskmarken på västra sidan. Terrassen är bildad av lera och alluvialt material på djupet. På ytan av terrassen finns ett flera meter tjockt lager av lössjord.

### Vallarna
De sex vallarna, i form av koncentriska halva ringar, tillsammans med kanten på sluttningen mot vilken de möts, omsluter ett slutet inre plats Plazan. Vallarna var troligen omkring 1,6 till 2 m höga men har reducerats till drygt 1 meter och de hade ett lentikulärt tvärsnitt. Radien för den yttre vallen är cirka 600 meter. Det radiella avståndet mellan åsarna på de yttre vallarna är mellan 45 och 55 meter och mellan de två inre vallarna cirka 80 meter. I vallarna finns det cirka 30 meter breda luckor för radiella strukture, som delar vallarna i sex segment vardera. I sydväst leder en dammliknande utfyllnad som är radiellt orienterad ungefär mot den sydligaste yttre kullen över vallarna och över en yttre naturlig sänka. Alla markarbeten består huvudsakligen av jord från det omgivande området, materialet till vallarna togs delvis direkt mellan vallarna, så att grunda diken bildades där. Klump strukturen i vallarna visar än idag att materialet transporterades i korgar. Från de olika storlekarna på klumparna, från några kilo till över 25 kg, kan man dra slutsatsen att män, kvinnor och barn byggde monumentet tillsammans.

### Högarna
Minst sex konstgjorda högar omger vallarna, varav två är belägna innanför och fyra utanför vallarna. En annan hög cirka 2 km söderut var mycket äldre. Den högen var inte direkt relaterad till Poverty point, men kan ha fungerat som ett landmärke för platsens orientering. Den största högen (Högen A) i väster utanför vallarna. Den högen har en plattform i öster halvvägs upp på högen, från vilken en ramp leder upp på en kon i väster, som har en liten plattform på toppen. Den övergripande formen ansågs av tidiga utgrävare vara en fågel med huvudet på toppen, rampen som baksidan, plattformen som svansen och konen som de utsträckta vingarna, så Högen A kallas också för Fågelhögen. Tolkningen betraktas nu som rent spekulativ. Den näst minsta högen är Motley Mound, mer än 1 km norrut. Den kan också ha varit byggd som hög A, men är dåligt bevarad eller aldrig färdigställd.
De två högarna innanför vallarna var i stort sett ovala, Sarah's Mound (Mound D) är lentikulär, medan Dunbar Mound (Mound C) reser sig till en omslutande plattform med en kupol som reser sig i mitten. Högen B, utanför vallarna mot nordväst, var rund. Ballcourt Mound, utanför mot sydväst, var rektangulär i sin grundform och tillplattad upptill. 2014 upptäcktes en annan, mindre, rund hög i nordost och fick namnet Högen F. Högarna mätte ursprungligen omkring 20 meter i höjd för den största högen A, troligen 15 m för Motley Mound, 7 m för högen B, och högarna C till Evar bara av en manshöjd[. Högen F nådde som mest 1,5 m.
De tre yttre högarna nära vallarna är placerade nästan exakt på en nord-sydlig axel. Motley Mound ligger strax norr om Dunbar Mound. I tidigare undersökningar har man antagit att var och en av dem har bildat en perfekt linje och diskuterat vilken mätteknik som använts. Under senare tid har antaganden om anläggningens symmetri och noggrannhet efter noggranna mätningar med den senaste tekniken har anläggningen symmetri blivit av mindre betydelse.

### The Plaza
Den inre delen som omslutes av vallen, är känd som torget (plaza) Torget var cirka 600 meter långt i nord-sydlig riktning och har en yta på 14 hektar. Ytans naturliga ojämnheter har utjämnats av vallar, och en platt och jämnt sluttande ramp som utgår från plazan anses vara tillgången till floden.Tidigare antog man att endast särskilda aktiviteter ägde rum på torget eftersom inga artefakter hittades där under undersökningar och ytliga utgrävningar. Daglig användning av platser leder alltid till förlust av föremål och ackumulering av använt material. Det var inte förrän geomagnetiska undersökningar gjordes med hjälp av mycket känslig gradiometri efter år 2000, som djupare strukturer kunde hittas under golvet på torget. Det rör sig om fyra runda arrangemang av stolphål, som undersöktes mer i detalj i samband med utgrävningar av studerande som inleddes 2009. De första resultaten visar att hålen inte motsvarar den typ som tidigare varit känd från vallarna, de är ovanligt stora på nästan tre meters bredd och också påfallande djupa. Dessutom hittades stora mängder artefakter utan tecken på användning under utgrävningarna på torget.

## Datering
Mellan 1950-talet och början av 2000-talet utfördes många radiokoldateringar på prover från vallar och högar. Resultaten varierade avsevärt, vilket gjorde det svårt att förstå hur och i vilken ordning anläggningen byggdes. I början av C-14 mätningarna togs för få prover och de var inte tillräckligt renade mot föroreningar med nya kol. För högarna samlades nya dateringar in mellan 2001 och 2006. Genom att bortse från prover som faller utanför osäkerhetsintervallet med mer än 100, har man kunnat ge en ungefärlig datering. Anläggningen byggdes under perioden från 1700-talet till 900-talet f.Kr.
Högen B var den första högen som daterades med C-14, men dessa dateringar gjordes med otillförlitliga metoder och skiljer sig från andra prover med över 1800 år och är grovt felaktiga. Ny forskning från 2001 tyder på att högen B var den äldsta strukturen i komplexet och byggdes på en kort tid på veckor eller några månader under okänt år mellan 1738 och 1522 f.Kr. Högen E i söder byggdes nästan samtidigt eller kort därefter. Högen C är svår att datera eftersom byggplatsen användes som en boplats mellan avlägsnandet av det översta jordlagret för att skapa en plan yta, och början av bygget av vallarna. Men förmodligen byggdes högen C efter de två första högarna. Högen A, den största av de konstgjorda högarna, har haft bra dateringar sedan 2007. Den påbörjades efter färdigställandet av hög C. Nyare utvärderingar daterar byggandet av högarna till ungefär hundra år mellan 1311 f.Kr. och 1217 f.Kr. Dateringar tyder på en mycket kort byggtid på 30 till 90 dagar för högarna. Högen D är den yngsta delen av komplexet, den byggdes i slutet av den arkaiska perioden och kanske inte förrän under skogsperioden eftersom artefakter från denna tid hittades inbäddade i de översta lagren av högen. Troligen fanns ursprungligen ingen hög på denna plats. Dateringen av vallarna är otillförlitliga på grund av provtagning enligt metoder som nu är föråldrade. Nyare systematiska data finns ännu inte tillgängliga. De påbörjades troligen på 1700- eller 1600-talet f.Kr. Uppgifterna är fördelade över vallarna på ett sådant sätt att felmarginalen gör man inte vet i vilken ordning de byggdes.

## Helhetsbilden
De sex vallarna (sex segment vardera) och de sex högarna anses vara en modell av världen. Sex är antalet riktningar, det vill säga solens fyra riktningar, plus himlens och jordens botten. Halvcirklarna är orienterade mot öster med sin öppning mot soluppgången. Hela komplexet utstrålar harmoni. Deras uppgift var att upprätta en harmoni och försegla denna mellan sina byggare och alla människor och naturens krafter. Symmetrin bör avvärja faror. Markarbetena var avsedda att påverka livets och dödens krafter. De "harmoniska proportionerna" i hela komplexet, dess orientering mot solen och ringformen, som tar upp "solens bana under dagen och i årets cykel", lovade "skydd mot död, lidande, sjukdom och annat ont". Dessutom, enligt Jon Gibson, skapade de ett hem; Han menade att samarbetet i produktionen bidrog till samhällsbyggandet.
Byggnadernas totala volym varierade från 650 000 till över 750 000 m³ jord eller, enligt nyare uppskattningar, 750 000–1 000 000 m³. Detta motsvarar ungefär en fjärdedel till en tredjedel av volymen av den stora Cheopspyramiden. När det gäller mänsklig arbetskraft skulle 100 heltidsanställda män ha kunnat bygga anläggningen på 21-24 år. Andra beräkningar, baserade på längre byggtider och/eller deltids arbete ger andra tider. 
- 500 män i en generation som arbetade under en till två månader per år.
- 100 män i tre generationer på sex eller sju dagar per månad.
- 100 män på 300 år med några dagar per månad.

Dessa siffror bekräftar bara påståendet att anläggningen kunde byggas under realistiska tidsperioder under tiden för Poverty Pointkulturen. Det är inte möjligt att säga om monumentet byggdes under hela perioden eller om det kanske bara var en generation som byggde anläggningen. De nyare indikationerna på korta byggtider för enskilda högar tyder på att människor från ett stort område samlades under korta byggfaser på en eller några månader för att bygga jordvallen tillsammans.
Hundratusentals föremål förvaras i byggnadsmaterialet, främst i vallarna och i mindre utsträckning i högarna. Dessa är huvudsakligen rester av matlagning och avfall av tillverkning av verktyg, övergivna och slitna stenverktyg och skärvor av keramiska kärl. Men man hittade också smycken, främst stenpärlor och några hängen av koppar. Boplatslämningar ger stöd för antagandet att invånarna bodde och arbetade i hyddor eller tält nära vallarna och högarna, även om inga tydliga bevis för stolphål kunde hittas på dessa.

## Forskningshistoria
År 1832 flyttade plantageägaren Phillip Guier och hans fru Sarah från Kentucky till norra Louisiana och köpte en del av marken för att anlägga en bomullsplantage. Från 1851 och framåt finns namnet Poverty Point dokumenterat för hans plantage. Vid den här tiden måste han också ha köpt mer mark, så att hela tomten där fornlämningen låg, var i hans ägo. Trots att namnet poverty betyder fattigdom var Guier ekonomiskt framgångsrik och uppgav en förmögenhet på 120 000 dollar 1860. Hans fru, Sarah, och flera senare familjemedlemmar begravdes på Mound D, som också är känd som Sarah's Mound. Guiers noterade inte de platta ringarna som konstgjorda strukturer, utan de eroderades långsamt och jämnades delvis ut under årtionden genom jordbearbetning med plogen.
På 1830-talet dokumenterade en nybyggare vid namn Jacob Walter sin observation av den stora högen A och de små kloten av jord som hittades på ytan. Kloten är nu kända som Poverty Point Objects (PPO). År 1873 genomfördes den första historiska undersökningen av regionen, men Poverty Point erkändes inte som en viktigare plats. Arkeologen Clarence B. Moore upptäckte platsen 1911-1912 och publicerade en redogörelse för flera högar, de halvcirkelformade vallarna och artefakter. År 1926 skickade Smithsonian Institution en anställd till platsen. Han hittade då fragment av en täljstensskål. Platsen ansågs inte ha någon speciell betydelse, och vägbygget Louisiana State Route 577 drogs rakt genom platsen.
År 1933 upprättade arkeologen James A. Ford en tidslinje över kulturerna vid nedre Mississippifloden. Han kände till Poverty Point och hade varit där, men han utelämnade platsen, eftersom han inte kunde vilken typ av plats det var. År 1935 grävde läkaren och arkeologen Clarence Webb ett dike vid foten av en hög. Diket innehöll tusentals fragment av täljstenskärl. Hans fynd publicerades 1944. Webb förblev knuten till platsen och deltog i senare utgrävningar. Under andra världskriget utforskades regionen efter olja och gas. En oljeentreprenör samlade stora mängder artefakter vid Poverty Point och samarbetade med arkeologerna på 1950-talet. Poverty Point undersöktes inte i Works Progress Administrations utgrävningar. I andra större publikationer om regionens historiska bosättningar under 1940-talet och början av 1950-talet behandlas inte platsen. Föremålen passade inte stilistiskt in i någon känd kultur, och formen och storleken på de högar som dittills hade identifierats kunde inte klassificeras.
På 1950-talet finansierade American Museum of Natural History i New York den första storskaliga utgrävningen. Inför utgrävningarna lät James A. Ford ta fram flygfotografier av vallarna tagna under 1930-talet. Han insåg då att vallarna i terrängen representerade en geometrisk layout och att de, och inte högarna, var det unika med Poverty Point. Ford och Robert Neitzel diskuterade om vallarna tillhört ett slutet, åttkantigt komplex som sedan hade skadats av erosion, eller om vallarna var orienterade som halvcirklar mot en sluttning som funnits vid byggtiden. Tillhörde alla högarna samma sammanhang som halvcirkelvallarna. Under utgrävningarna hittade de tusentals av de så kallade PPO:er i eldstäder. l en av de första användningen av experimentell arkeologi i Amerika, där de skapade bollar av lössjord, och sedan experimenterade med dem för att bevisade deras syfte. Vid dessa grävningar utfördes de första C14-dateringarna av platsen, med bristfälliga metoder, vilket resulterade i stora osäkerhetsintervall.
Ford dog i slutet av 1960-talet. Deras gemensamt utformade koncept för Poverty Points kultur var att det måste vara en bosättning baserad på jordbruk och man antog att majs hade varit grunden för försörjningen. Ford menade att influenser från Mesoamerika, och en invasion av Hopewellkulturen från norr spelat en roll. Hopellkulturen visade sig senare vara mycket yngre, och kunde inte ha gett impulsen till byggandet av anläggningen.
Från 1970-talet arbetade Jon Gibson med Webbs i den arkeologiska forskningen på platsen. Han blev en inflytelserik expert på Poverty Point-kulturen under trettio år. Han utvecklade först teorin om att platsen varit det första hövdingadömet på den nordamerikanska kontinenten. Den uppfattningen kollapsade i början av 1980-talet. Då blev det klart att Poverty Point inte var ett agrart samhälle, och inga spår av sociala klasser eller hövdingar kunde dokumenteras. När platsen blev en minnesplats för delstaten Louisiana med ett museum genomfördes nya utgrävningar och C14-dateringar. På 1980- och 1990-talen hittades ett stort antal perifera bosättningar och läger på Marçon Ridge och i den omgivande regionen, som hade varit en del av platsen Poverty Point. Forskningen fokuserade mera på kontakterna mellan Poverty Point-kulturen och hur utbytet med människor utanför kulturen., särskilt av olika sorters stenmaterial hade gått till.
Sedan 2001 har nyare provtagningar och dikningar vid högarna möjliggjort en genomgång av tidigare dateringar och därmed har i stort sett tillförlitliga dateringar för skapandet av platsen erhållits. Förutom C14-data finns även termoluminiscensdateringar av keramiska föremål som hittats i högarna. År 2001 genomfördes en selektiv geomagnetisk undersökning. Detta gjorde det möjligt att bevisa att skillnader i jordens sammansättning, ansamlingar av organiskt material som matavfall och kokgropar också kan hittas icke-destruktivt från ytan. Sedan 2002 har det också funnits en detaljerad digital terrängmodell av anläggningens nuvarande tillstånd.

## Marcon Ridges förhistoria
Marçon Ridge beboddes av paleoamerikaner för cirka 11 000 år sedan. De tidigaste fynden i området tillhör Cloviskulturen och består av projektilspetsar och handkilar. Medan medlemmar av Cloviskulturen strövade omkring i stora områden i små grupper som jägare och samlare i hela bergskedjan, och utnyttjade de tillgängliga födokällorna beroende på säsong, var Marçon Ridge en så attraktiv livsmiljö att den var bebodd året runt. Åsen i träskmarken var löst bevuxen med trädarter som bar ekollon, pekannötter och andra frukter. Skogarna var rika på jaktbart vilt, som var koncentrerat till ryggen från hela regionen under översvämningssäsongen. Det fanns dock inga stenar på åsen av sediment och lössjord. Cloviskulturen fick materialet till sina verktyg från stenbrott cirka 800 km bort på Edwardsplatån i Texas, där chert av god kvalitet hittades, vilket redan var känt för denna första utbredda amerikanska kultur. Kända platser för flinta av motsvarande kvalitet vid Fort Payne i Alabama låg bara cirka 400 km bort, men låg på andra stranden av Mississippi. Strax efter slutet av den senaste istiden (känd i Nordamerika som Wisconsin-nedisningen) var dess nedre lopp så uppsvälld året runt av Laurentide-istäcket, som långsamt hade smält under många århundraden, att det bara var framkomligt under hårda vintrar när det var helt fruset.
Dalton- och San Patrice-kulturerna skilde sig åt i stilen på stenverktyg redan från början av den arkaiska perioden fram till cirka 5500 f.Kr., då nya stenbrott för material till redskap började utvecklas. Befolkningen ökade och fler grupper bosatte sig i området. Närboende grannar var en stor förändring. Olika grupper hävdade troligen sina territorier. Sten till verktyg blev en bristvara för invånarna på Marçon Ridge. De använde sig då av kvarts i grusavlagringar. Fyndigheter av detta slag fanns cirka 50 till 80 km västerut mellan Ouachita och Red River. Stenarna var mindre men kunde de bearbetas på liknande sätt. Omkring 5500 f.Kr., inträffade en klimatförändring. Under flera årtusenden blev sydöstra Nordamerika torrare. Skogarna drog sig tillbaka något, och grässlätterna bredde ut sig, Mississippiflodens flöde minskade, och floden avsatte mer sediment, vilket ledde till att flodbädden och därmed vattennivån steg och flodfåran flyttades oftare. Invånarna på Marçon Ridge utvecklade nya tekniker för bättre användning av trädfrukter och oljeväxter, och fisket blev också viktigare. Befolkningstätheten fortsatte öka och ett blygsamt utbyte av varor kom att etableras. Arkansassten från Ouachitabergen, 200 km bort, och kvarts togs in i liten skala. Kvantiteterna av sten var så små att de kunde vara personliga gåvor eller brudpriser.
I norr längs Ohiofloden och dess bifloder, som Green River, uppstod stora strukturer av musselskal, liknande de danska kökkenmöddingarna, omkring 4000 f.Kr. I Indian Knoll-fasen, uppkallad efter platsen Indian Knoll, byggde invånarna där runda, halvcirkelformade eller ringformade strukturer av resterna av måltider främst musselskal. Vid samma tid omkring 4000 f.Kr. började människor arbeta kollektivt med planerade byggprojekt, högar. De första högarna byggdes vid Mississippiflodens nedre lopp. De var små och runda bara 1,50 meter höga och högst 15–20 m i diameter. Utvecklingen ledde sedan till större anläggningar byggda av jord. En av de äldre platserna var Watson Brake, nära dagens Monroe i Louisiana, cirka 10 mil från Poverty Point och omkring 2000 år äldre. Watson Brake är dåligt bevarad. Platsen hade en stor hög och nio eller tio mindre som bildade en cirkel stor som en fotbollsplan. Norr om Poverty Point togs dateringar vid tidiga utgrävningar i den yttersta ringen, som daterades till den mellersta arkaiska perioden. De har tolkats som feldateringar och är gjorda med äldre bristfällig teknik, men det kan vara en liten föregångare på platsen.
Det spekuleras mycket om varför de första högarna byggdes. Många har tolkat högarna som symboler. Gibson menar att de skapade ett hem. Samtida och historiska indianska kulturer förbinder högarna med sina skapelseberättelser och deras skapare. Det antas att högarna hade en magisk funktion och att gemenskapen försöka påverka universums krafter, och att rituella handlingar ägde rum på högarna. Ceremonierna ses som viktiga för samlingsplatser, med betydelse för utbyte av historiska legender, men också av praktisk kunskap. Samlingsplatser var viktiga för ett utbyte av människor som bytte grupper genom äktenskap.

## Poverty Point-kulturen
I slutet av den arkaiska perioden inträffade två förändringar samtidigt i Mississippiflodens nedre lopp. Invånarna fick tillgång till stora mängder exotisk sten, ibland från avlägsna källor. De började ungefär samtidigt bygga det största kända byggnadsverket som uppförts av alla jägar- och samlarkulturer. En första Impuls var introduktionen av hematit och magnetit från Bostonbergen på norra stranden av Arkansasfloden. Båda bergarterna är järnmalm och har en hög specifik vikt. De var lämpliga sänken på fiskenät, särskilt nät och kastnät. I vatten med kraftiga strömmar måste dessa tyngas ner ordentligt för att inte flyta upp på ytan. Användningen av små, järnmalmsvikter, kan ha gjort fisket mycket mer givande. Färre fiskare kunde försörja en större befolkning med baslivsmedel året runt. Eftersom fisk är svår att långtidslagras i det varma klimatet i Louisiana, Avkastningen av fisket blev en basföda tillgänglig för allmänheten. Arbetskraft för ett större samhällsprojekt blev ledig och det var bakgrunden att man byggde en anläggning i den stora skala som Poverty Point har. Att resurserna av fisk blev fria kan ha lett till kan också ha lett till att medlemmar av samhället, som hade relationer med andra grupper i områden med goda fyndigheter av exklusiva stenarter också gjorde den resurs tillgänglig för samhället. Samhället var jämlikt, och tecken på social skiktning saknas. Inga skatter (överdrivet stora fynd av exotisk sten) har hittats i Poverty Point eller i utposterna för Poverty Point-kulturen. Enskilda individer har inte lagt beslag på stenar utöver sina egna behov. Materialet fördelades efter behovet i arbetsuppgifterna. Behövdes verktyg tillverkas av speciella stensorter tillhandahöll gruppen materialet åt tillverkaren. Förutom fisk och vilt bestod kosten av nötter som ekollon, hickory och pekannötter samt frukter som vindruvor och amerikanska persimoner. Flaskkalebass användes också. Kallebas kan ha odlats i trädgårdsbruk eller man kan ha gynnat artens förökning på annat sätt. Spår efter andra födoämnen har inte hittats i stööre mängder. Fisk och skaldjur var stommenn i dieten.

### Artefakter
Poverty Points läge vid Mississippiflodens nedre lopp erbjöd transport med båt av stora mängder sten från hela flodsystemet. Galena kom från övre Mississippifloden i dagens Missouri, Wisconsin och Iowa, särskilt högkvalitativ flinta från Ohiofloden, och enstaka bitar av kvarts från dess biflod, Tennesseefloden. Täljstenen kom från platser i södra Tennessee, antingen över Tennesseefloden eller från platsen för fyndigheten till Mexikanska golfen och sedan från flodmynningen vägen uppför Mississippi. Skålar tillverkades av täljstenen, men de var sällsynta. Koppar erhölls i små mängder från området runt de stora sjöarna och så långt bortifrån som Nova Scotia i östra Kanada. Dessutom fortsatte man att använda de tidigare källorna för vanligare bergarter i närheten. Den totala mängden importerad sten till platsen uppskattas till cirka 70 ton. Om stenen användes under 100 år betyder det bara 700 kg sten om året. Eftersom platsen användes längre än 100 år så var mängderna ännu mindre.
Beroende på syftet tillverkades en mängd olika verktyg av de olika material. Grova grävkäppar med stentyngder användes för att gräva upp ätliga rötter, handyxor användes för markarbeten, jaktvapnen var kastspjut med projektilspetsar. Polerade stenvikter fästes på spjutkastare (atlatl,) och små vikter fästes troligen på fiskenät. Skrapor och olika blad av vass sten användes för att bereda mat och bearbeta läder. Typiska artefakter för själva centralplatsen Poverty Point, men inte för alla perifera platser, är blad gjorda av mycket smala avslag så kallade microblad. De visar ofta bara tecken på slitage på ena sidan. Det är därför omdiskuterat om de var inbäddade i trä- eller benhandtag som inte bevarats och användes för att skrapa bort knölar och rötter av växter. Dessa kan ha varit en viktig källa till kolhydrater för befolkningen.
De ofta förekommande droppformade stenvikterna tolkades först som tyngde för fiskenät. En nyare analys ser dem som indikationer på vikter till vävstolar, eftersom de har hittats i större antal i boplatslager. Om de hade använts för fiske skulle de ha hittas var för sig och utanför bostadsområdena.
Kärl är sällsynta fynd. De bestod huvudsakligen av täljsten, delvis av sandsten, och naturligt nog keramik. Keramiken var enkel, men skärvor med olika magring hittades. Det är omtvistat huruvida keramiken tillverkades på plats eller importerades. Materialanalyser tyder på att bara en liten del av keramikskärvorna tillverkats av lokala material. Man tror att tillverkningen av enkel keramik från lokalt material först uppfanns i Poverty Point, men att sedan keramik med växtfibrer som magring importerades. Det finns också bevis för att kärlen tillverkades av kalebasser. Samma material kan också ha använts för att tillverka koppar, skedar och flöten för nät.
Smycken hittades i form av hängen till halsband av keramik, sten och koppar. Små figurer som föreställer djur eller androgyna eller tydligt kvinnliga människor användes i kulten. Jaspis användes för att göra små djurfigurer, som tolkas som ugglor. De har också hittats på andra platser i Poverty Point-kulturen och anses vara karakteristiska artefakter. Ugglornas speciella betydelse i kulturen är okänd. Ristningar har hittats på stenar och keramiska kärl. De flesta föreställer djur som fåglar, sköldpaddor och oidentifierbara fyrfota djur. De kan vara nonfigurativa geometriskt dekorationer. Vissa ristningar består av intrikata glyfer som kombinerar runda och böjda former av naturen med geometriska figurer. De små figurerna tolkas som fetischer eller talismaner som utvecklar eller symboliserar sina egna krafter. De vanligaste föremålen som hittats och som är karakteristiska för Poverty Point-kulturen är de så kallade Poverty Point Objects, eller PPO:er. Det är små, formade och torkade jordbollar av lössjord på 2,5 till 5 cm i storlek i flera typiska former. De användes för matlagning i jordugnar. Genom att värma dem i en eld och sedan placera dem i lergropar i marken tillsammans med maten lagade man mat. Bollarna av jord släppte ut värmen på ett kontrollerat sätt och med övning kunde temperaturen och tillagningstiden kontrolleras.

### Kulturen spridning
Själva Poverty Point-kulturen täckte ett område på cirka 1800 km². Poverty Point-komplexet var kulturens centrum och var också geografiskt centralt. I alla riktningar, utom i öster, på flodslätten, fanns det flera små bosättningar på Marçon-åsen inom en radie av cirka fyra till sex kilometer, som utgjorde kärnan i kulturen. Andra små bosättningar och dussintals bostadsområden finns på avstånd upp till cirka 33 km. De ses som periferin i kulturen som försåg kärnan med mat. Längs Marçon Ridge och ibland i träsken väster om den har ytterligare bosättningar hittats som tillskrivs Poverty Point-kulturen. Deras avstånd från centrum var ibland flera dagsresor. Dessa var bundna till centrum på olika sätt. Likheter och skillnader finns i material, verktygsformer och stilar i det konstnärliga uttrycket.
Kulturen spred sig långt utanför detta område: Liknande fynd har gjorts på Yazoo-platsen i Mississippis östra flodslätt, liksom på Grand Marais i Ouachitaflodens mellersta lopp. En hög med en Poverty Point-koppling, men mycket mindre än i kärnområdet, identifierades i Catahoula vid Ouachitas nedre lopp. Claiborne-fyndplatsen vid Mexikanska golfens kust öster om dagens New Orleans är väl utforskad. Den mest avlägsna regionen med inflytande från Poverty Point är Elliot's Point Complex på Floridas nordvästra kust. Den består av mer än 90 enskilda platser i Florida Panhandle, som tilldelas kulturområdet Poverty Point genom exotiska stenar och kokbollar gjorda av lera samt karakteristiska bosättningsstrukturer. Där är dock spår av stenbearbetning mycket mer sällsynt än i kulturens kärnområde, och i kustområdena ligger fyndplatserna på skalansamlingar i stället för på högar.

### Motivation och utbyte av varor
Det finns olika teorier om hur byggarna av Poverty Point organiserade och motiverade inköpen av stenarna från avlägsna platser. Jon Gibson diskuterar utbytet av handelsvaror som inte har lämnat några arkeologiska spår, såsom salt och fjädrar från noshörningspelikanen, som kan ha använts som smycken och för ceremoniella ändamål. Han avvisar dock detta och antar att alla invånare i sydöstra Nordamerika i Mississippiflodens avrinningsområde och bortom ville stödja Poverty Point-projektet. Ersättningen för köpet av stenarna var byggandet av komplexet, som var avsett att skapa en global harmoni i världen genom sin form och orientering. Han tror att den centrala motivationen för leveranserna var "vänlighetens kraft". Om nyligen genomförda analyser bekräftar att ett stort antal viktvävstolar användes vid Poverty Point, kan textilier också betraktas som en handelsvara. Inte heller de skulle ha lämnat några direkta spår.
Mer allmänna tolkningar tyder på att Poverty Points inflytande var rotat i symbolisk makt, inte i expansionen av ekonomisk eller politisk makt. Andra synsätt ser Poverty Point som ett samhällsprojekt och en symbol för mötet och interaktionen mellan tidigare kulturer, dvs. kulturerna i norr och Mississippi uppströms, med kustkulturerna i söder och sydost. Därmed skulle de ha bidragit med sina respektive kunskaper till det gemensamma projektet.
En annan tolkning ser platsen som ett resultat av sociala traditioner i samhället. Analogt med tidigare kulturer under den arkaiska perioden, företog medlemmarna av Poverty Point-kulturen resor vid sin initiering i samhället. De skulle då ha gjort långa resor och med tiden ökat avstånden för dessa resor avsevärt. De tog sedan med sig material från de verkliga och mytiska platser där de hade varit på sina initieringsresor.

### Slutet på Poverty Point-kulturen
Slutet på Poverty Point-kulturen var också övergången från den arkaiska perioden till skogsperioden. Orsakerna är oklara. Förutom klimatförändringar med konsekvenser för livsmedelsförsörjningen diskuteras också om de ansträngningar som krävs för att bygga upp Poverty Point med tillhörande sociala system och ekonomiska former skulle ha utarmat kulturens möjligheter på medellång och lång sikt. Det är möjligt att den sociala organisationen inte längre kunde upprätthållas, och att handeln och de stora regionala kontakterna skulle ha kollapsat. Den ny kulturen i Poverty Point-området kallas Tchefuncte-kulturen, som hör till Skogslands-perioden i historien. Denna kultur kännetecknas inte bara av utbredd lokal produktion av keramik, utan också av nya sociala strukturer som återspeglas i artefakter och andra former av bosättningar. Under perioden introducerades jordbruk längs Mississippiflodens nedre lopp. Högar byggdes också under skogsperioden, men inte så komplexa som Poverty Point.

## Poverty Point som monument
Platsen utsågs till ett nationellt historiskt landmärke 1962 på initiativ av arkeologer. Delstaten Louisiana köpte platsen 1972 och dedicerade den till en statlig historisk plats. Anläggningen besöks av cirka 15 000 personer per år. Sedan 1975 har ett litet besökscentrum med ett museum stått på den öppna platsen i mitten av ringarna, varifrån guidade turer erbjuds flera gånger om dagen. En cirka fyra kilometer lång slinga går genom området, förbi de bäst bevarade ringarna och de stora högarna. Norrut, bortom ett litet vattendrag, finns skydd och verkstäder för arkeologer från Poverty Point Station Archaeology Program vid University of Louisiana i Monroe.
År 1988 skapade kongressen förutsättningarna för ett federalt övertagande som ett nationellt monument. Delstaten Louisiana ville inte avstå från marken gratis. Nationalmonumentet är därför formell. Smithsonian Institution tog med anläggningen i sitt forskningsnätverk 2010. Platsen får lättare tillgång till utställningar av föremål, utbildningar och samarbete om forsknings- och utbildningsprogram. Under 2011/2012 avverkades träden på anläggningens högar. Trädrötter ansågs utgöra en fara för platsen markarbeten eftersom de kunde riva upp jorden vid stormskador. I och med detta ser högarna ut som de förmodligen gjorde då de var i bruk.
År 2008 lades Poverty Point till på den preliminära listan för att utses till ett av Unescos världsarv och i januari 2013 lämnades den formella nomineringen in. I juni 2014 lade Världsarvskommittén till Poverty Point på Unescos världsarvslista. Eftersom nyare dateringar för Motley Mound norr om platsen saknas hör den inte till världsarvet. Detta bör kompletteras om tillförlitliga uppgifter han bekräfta dess sammanhang med Poverty Point. International Council on Monuments and Sites hade i sin utvärdering av Poverty Point klassificerat platsens kulturella betydelse som extraordinär och värd ett pris, men uttryckte kritik mot skyddet av platsen och det omgivande området. Den rekommenderade att riksväg 577 skulle flyttas från området och att jordbruksmarken runt anläggningen skulle skyddas från exploatering. Dessutom bör man överväga om angränsande tomter till boplatskärnan bör ingå i skyddet.